# 威斯特莫蘭和朗斯代爾 (英國國會選區)
威斯特莫蘭和倫斯代爾（英語：Westmorland and Lonsdale），英國國會一郡選區，包括英格蘭西北部坎布里亞郡的東南部、南萊克蘭的大部份地區。
始於1983年。本區長期是保守黨的根據地，直到2005年自由民主黨在本區首次勝出。經選區重劃後，在2024年大選中時任議員、自民黨的蒂姆·法隆以62.7%選票勝出連任。